# Llywelyn ap Gruffydd
Llywelyn II ap Gruffydd, noto anche come Llywelyn l'Ultimo (in gallese Llywelyn Ein Llyw Olaf, lett. "Llywelyn, Nostro Ultimo Signore"; Principato del Galles 1222 – Aberedw, 11 dicembre 1282), fu Re del Gwynedd dal 1246 alla morte come Llywelyn III e Principe del Galles dal 1258 alla morte. Figlio di Gruffydd ap Llywelyn Fawr e nipote di Llywelyn il Grande, fu l'ultimo principe sovrano del Principato del Galles prima della sua conquista da parte di Edoardo I d'Inghilterra.

## Genealogia e primi anni
Llywelyn era il secondo dei quattro figli di Gruffydd, il figlio più grande di Llywelyn il Grande, e di Senana ferch Caradog, la figlia di Caradoc ap Thomas ap Rhodri, Lord di Anglesey. Il più grande era Owain Goch ap Gruffydd e Llywelyn aveva due fratelli più giovani, Dafydd ap Gruffydd e Rhodri ap Gruffydd. Llywelyn si ritiene sia nato intorno al 1222 o 1223. Egli è il primo di cui si sappia che aveva terre nella valle di Clwyd.
A seguito della morte del nonno nel 1240, lo zio di Llywelyn, Dafydd ap Llywelyn (che era il figlio legittimo più grande di Llywelyn il Grande), gli successe come sovrano del Gwynedd. Il padre di Llywelyn, Gruffudd (che era il figlio più grande di Llywelyn il Grande ma illegittimo), e suo fratello, Owain, furono inizialmente tenuti prigionieri da Dafydd, poi in seguito trasferiti sotto la custodia di Enrico III d'Inghilterra. Gruffudd morì nel 1244, per una caduta mentre cercava di fuggire dalla sua cella in cima alla Torre di Londra. La finestra da cui tentò di fuggire fu murata e può essere ancora vista tutt'oggi.
Ciò liberò la mano di Dafydd ap Llywelyn poiché Enrico III d'Inghilterra non poteva più usare Gruffudd contro di lui e la guerra scoppiò tra lui ed Enrico nel 1245. Llywelyn supportò suo zio nei feroci combattimenti che seguirono. Owain, nel frattempo, fu liberato da Enrico dopo la morte di suo padre nella speranza che avrebbe iniziato una guerra civile nel Gwynedd, ma restò a Chester, così quando Dafydd morì nel febbraio 1246 senza lasciare un erede, Llywelyn ebbe il vantaggio di essere sul posto.

## Primi anni di regno

Stemma del Principe di Galles

Llywelyn e Owain vennero a patti con re Enrico e, nel 1247, firmarono il trattato di Woodstock nel palazzo di Woodstock. I termini che furono costretti ad accettare li confinavano nel Gwynedd Uwch Conwy, la parte del Gwynedd ad ovest del fiume Conwy, che fu divisa tra loro. Gwynedd Is Conwy, la parte ad est del suddetto fiume, spettò a re Enrico.
Quando Dafydd ap Gruffydd acquisì la maggiore età, re Enrico accettò il suo omaggio ed annunciò l'intenzione di restituirgli parte del già ridotto Gwynedd. Llywelyn rifiutò di accettare ciò ed Owain e Dafydd formarono un'alleanza contro di lui. Ciò portò alla battaglia di Bryn Derwin nel giugno 1255. Llywelyn sconfisse Owain e Dafydd e li catturò, con ciò divenendo l'unico signore del Gwynedd Uwch Conwy. Llywelyn ora cercò di espandere la sua area di controllo. La popolazione del Gwynedd Is Conwy risentiva del dominio inglese. Quest'area, conosciuta anche come "Perfeddwlad" (che significa 'terra di mezzo') era stata donata da re Enrico a suo figlio Edoardo I d'Inghilterra che durante l'estate del 1256 visitò l'area, ma fallì nell'affrontare e risolvere le rimostranze contro l'amministrazione dei suoi ufficiali. Venne rivolto un appello a Llywelyn che, quello stesso novembre, attraversò il fiume Conwy con un esercito, accompagnato da suo fratello Dafydd, che Llywelyn aveva scarcerato. All'inizio di dicembre, Llywelyn controllava tutto il Gwynedd Is Conwy tranne i castelli reali di Dyserth e Dnoredudd che, come ricompensa per il suo supporto, venne espropriato a suo cognato Rhys Fychan, che supportava il re. Un esercito inglese guidato da Stephen Bauzan invase per cercare di restaurare Rhys Fychan ma venne decisamente sconfitto dalle forze del Galles nella battaglia di Cadfan nel giugno 1257, con Rhys che era sgusciato via precedentemente per poter fare una sua pace separata con Llywelyn. Rhys Fychan ora accettò Llywelyn come grande feudatario, ma ciò causò problemi a Llywelyn, poiché le terre di Rhys erano già state assegnate a Maredudd. Llywelyn restituì le terre a Rhys, ma gli emissari del re contattarono Maredudd e gli offrirono le terre di Rhys se avesse cambiato schieramento. Maredudd porse omaggio ad Enrico alla fine del 1257. All'inizio del 1258, Llywelyn stava utilizzando il titolo di Principe del Galles, dapprima utilizzato in un accordo tra Llywelyn ed i suoi sostenitori e la nobiltà di Scozia associata con la famiglia Comyn. La Corona Inglese tuttavia rifiutò di riconoscere questo titolo e, nel 1263, il fratello di Llywelyn, Dafydd, si avvicinò a re Enrico. Il 12 dicembre 1263 nella commote di Ystumanner, Gruffydd ap Gwenwynwyn porse omaggio e giurò fedeltà a Llywelyn. In cambiò egli lo rese lord vassallo e le terre sottrattegli da Llywelyn circa sei anni prima gli furono restituite.
In Inghilterra, Simone de Montfort (il Giovane) sconfisse i sostenitori del re nella battaglia di Lewes nel 1264, catturando il re ed il principe Edoardo. Llywelyn iniziò le trattative con de Montfort e, nel 1265, gli offrì 30.000 marchi in cambio di una pace perpetua, in cui il diritto di Llywelyn a governare il Galles sarebbe stato riconosciuto. Il trattato di Pipton, siglato il 22 giugno 1265, stabilì un'alleanza tra Llywelyn e de Montfort, ma le condizioni molto favorevoli date a Llywelyn in questo trattato erano un'indicazione della posizione più debole di de Montfort. Di lì a poco, de Montfort sarebbe dovuto morire nella battaglia di Evesham del 1265, una battaglia a cui Llywelyn non prese parte.

## Supremazia in Galles
Dopo la morte di Simone di Montfort, Llywelyn lanciò una campagna tesa a guadagnare rapidamente una posizione negoziale prima che re Enrico si riprendesse pienamente. Nel 1265, Llywelyn catturò il castello di Hawarden e sbaragliò gli eserciti combinati di Hamo Lestrange e Maurice fitz Gerald nel Galles settentrionale. Llywelyn allora si mosse alla volta di Regno di Brycheiniog e, nel 1266, egli sbaragliò l'esercito di Roger Mortimer, I barone di Wigmore. Con queste vittorie ed il ritorno del legato papale (Ottobuono, il futuro Papa Adriano V), Llywelyn aprì le negoziazioni con il re e venne alla fine riconosciuto come Principe del Galles da re Enrico nel trattato di Montgomery nel 1267. In cambio del titolo, del mantenimento delle terre che aveva conquistato e dell'omaggio di quasi tutti i governanti nativi del Galles, egli doveva pagare un tributo di 25.000 marchi in rate annuali di 3.000 marchi e poteva, se lo desiderava, comprare l'omaggio di uno dei più prominenti principi nativi - Maredudd ap Rhys of Deheubarth - per altri 5.000 marchi. Tuttavia, le ambizioni territoriali di Llywelyn lo resero gradualmente impopolare con alcuni lord gallesi minori, in particolare i principi del Galles meridionale.

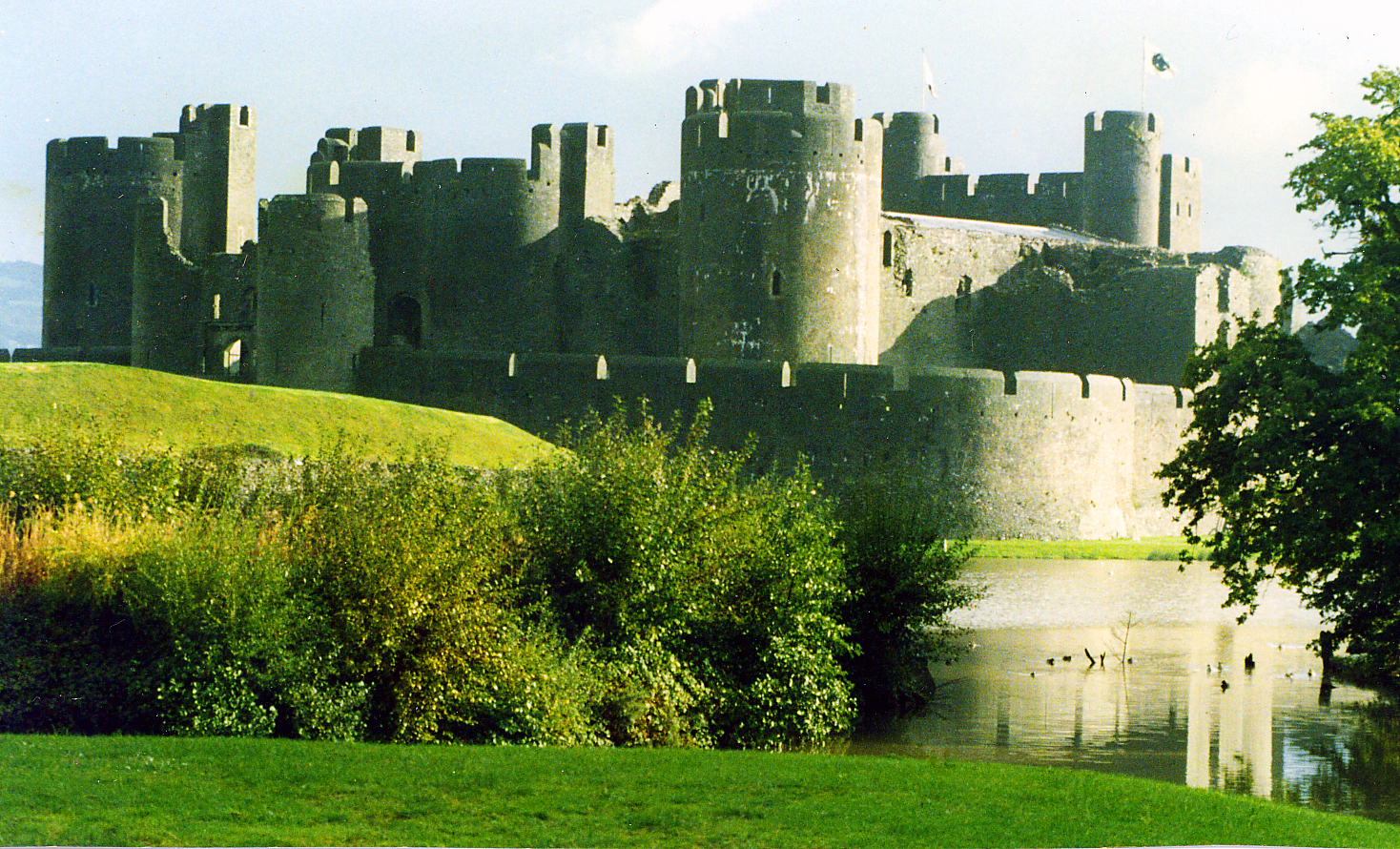
Castello di Caerphilly

Il trattato di Montgomery segnò il punto più alto del potere di Llywelyn. I problemi cominciarono a manifestarsi poco dopo, inizialmente una disputa con Gilberto di Clare, VII conte di Gloucester riguardante la fedeltà di un nobile gallese che possedeva terre nel Glamorgan. Gilbert costruì il castello di Caerphilly in risposta a ciò. Re Enrico inviò un vescovo a prendere possesso del castello mentre la controversia nel frattempo fu risolta, ma quando Gilbert riconquistò il castello con l'inganno, il re non fu in grado di fare nulla a proposito. In seguito alla morte di re Enrico alla fine del 1272, con il nuovo re Edoardo I d'Inghilterra assente dal regno, il governo ricadde su tre uomini. Uno di loro, Roger Mortimer, era il rivale di Llywelyn nelle Marche gallesi. Quando Humphrey de Bohun, III conte di Hereford tentò di riprendere il Regno di Brycheiniog, che era stato garantito a Llywelyn dal Trattato di Montgomery, Mortimer sostenne de Bohun. Llywelyn aveva inoltre trovato difficile raccogliere gli importi annuali necessari ai sensi del presente trattato, e cessò di effettuare i pagamenti.
Nei primi mesi del 1274, ci fu un complotto da parte del fratello di Llywelyn, Dafydd, e Gruffydd ap Gwenwynwyn del Powys Wenwynwyn e suo figlio, Owain, per uccidere Llywelyn. Dafydd era con Llywelyn a quel tempo, e fu disposto che Owain sarebbe venuto con uomini armati il 2 febbraio per effettuare l'assassinio; tuttavia, fu impedito da una tempesta di neve. Llywelyn non scoprì i pieni dettagli della congiura fino a quando Owain si confessò al vescovo di Bangor. Disse che l'intenzione era di fare Dafydd principe di Gwynedd, e che Dafydd avrebbe premiato Gruffudd con delle terre. Dafydd e Gruffudd fuggirono in Inghilterra dove furono mantenuti dal re e condussero incursioni nelle terre di Llywelyn, aumentandone lo sdegno ed il risentimento. Quando Edoardo chiamò Llywelyn a Chester nel 1275 per rendere omaggio, Llywelyn rifiutò di partecipare.
Llywelyn si rese nemico anche di re Edoardo I, continuando ad allearsi con la famiglia di Simone di Montfort, nonostante il loro potere fosse ora notevolmente ridotto. Llywelyn cercò di sposare Eleonora di Montfort, nata nel 1252, la figlia di Simone de Montfort. Si sposarono per procura nel 1275, ma re Edoardo sollevò un'obiezione al matrimonio, in parte perché Eleonora era sua cugina di primo grado: la madre di lei era Eleonora Plantageneta, figlia di Giovanni d'Inghilterra e principessa della casa dei Plantageneti. Quando Eleonora salpò dalla Francia per incontrare Llywelyn, Edoardo assunse dei pirati per sequestrare la sua nave ed ella fu imprigionata nel Castello di Windsor fino a quando Llywelyn fece alcune concessioni.
Nel 1276, Edoardo proclamò Llywelyn un ribelle e nel 1277, radunò un enorme esercito per marciare contro di lui. Le intenzioni di Edoardo erano di deporre Llywelyn ed ottenere il Gwynedd Is Conwy per sé. Per il Gwynedd Uwch Conwy considerò due opzioni: o dividerlo tra i fratelli di Llywelyn, Dafydd e Owain, o annettere Anglesey e dividere solo la terraferma tra i due fratelli. Edoardo era sostenuto da Dafydd ap Gruffudd e Gruffudd ap Gwenwynwyn. Molti dei principi gallesi minori che avevano sostenuto Llywelyn, adesso si affrettarono a fare la pace con Edoardo. Entro l'estate del 1277, le forze di Edoardo avevano raggiunto il fiume Conwy e si accamparono a Deganwy mentre un'altra forza aveva catturato Anglesey e preso possesso dei raccolti ivi. Ciò privò Llywelyn ed i suoi uomini di cibo, costringendoli a venire a condizioni.

## Trattato di Aberconwy
Quello che ne risultò fu il trattato di Aberconwy, che garantì la pace nel Gwynedd in cambio di numerose difficili condizioni da Llywelyn, tra cui confinare la sua autorità al Gwynedd Uwch Conwy, ancora una volta. Parte del Gwynedd Is Conwy fu assegnato a Dafydd ap Gruffudd, con la promessa che se Llywelyn fosse morto senza un erede, gli sarebbe stata assegnata una parte del Gwynedd Uwch Conwy.
Llywelyn fu costretto a riconoscere il re inglese come suo sovrano; inizialmente egli rifiutò, ma dopo gli eventi del 1276, Llywelyn venne privato di tutte le sue terre tranne una piccola porzione di esse. Si diresse ad incontrare Edoardo e scoprì che Eleonora era ospitata con la famiglia reale a Worcester; dopo che Llywelyn acconsentì alle richieste di Edoardo, Edoardo diede loro il permesso di sposarsi nella Cattedrale di Worcester. Esiste tutt'oggi una vetrata che rappresenta il matrimonio del principe di Galles e Lady Eleonora. A detta di tutti, il matrimonio è stato un vero e proprio matrimonio d'amore; Llywelyn non è noto per aver generato dei figli illegittimi, che è estremamente insolito per la regalità gallese (nel Galles medievale, i figli illegittimi avevano diritto alle proprietà paterne come i figli legittimi).

## Ultima campagna e morte

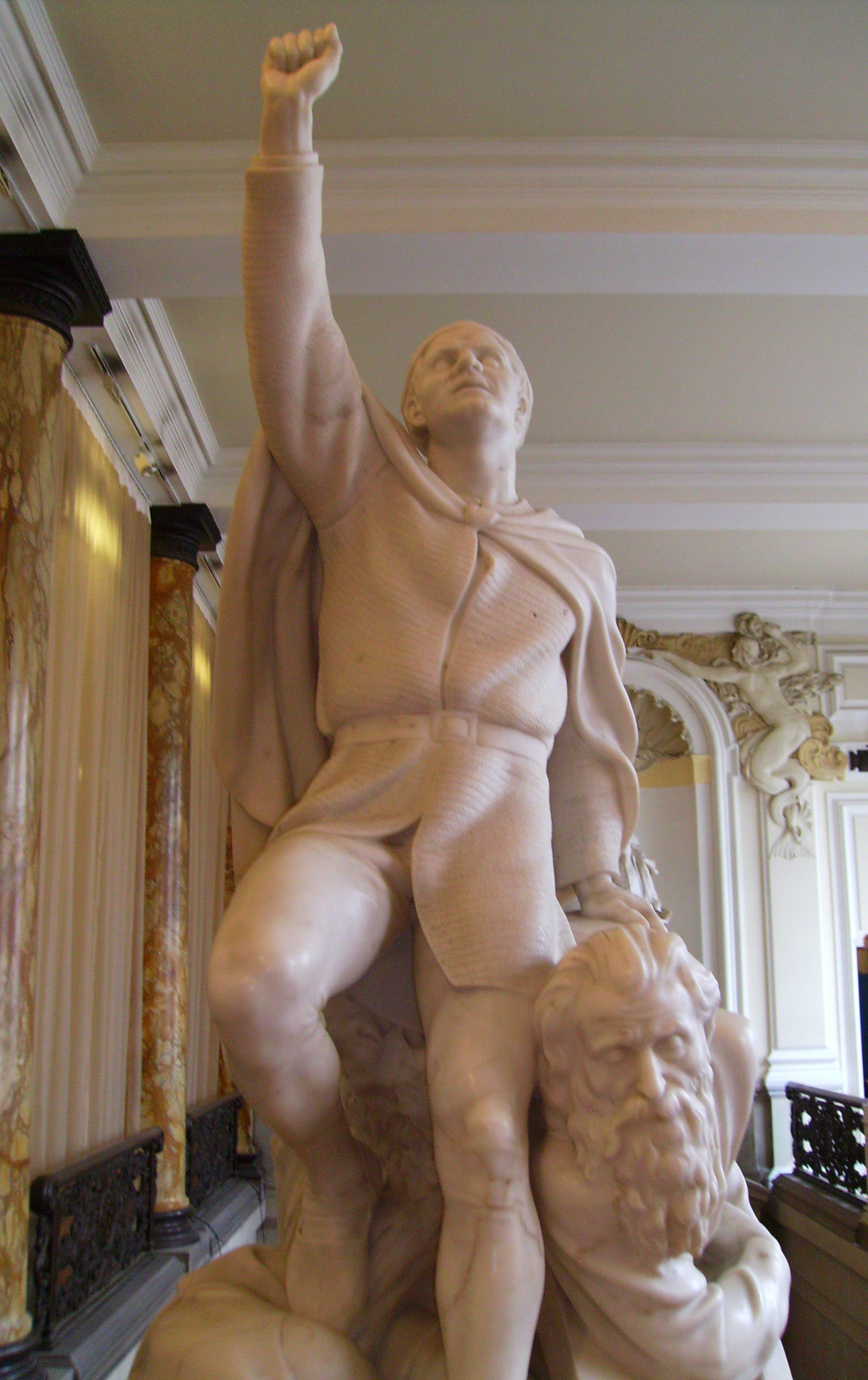
Scultura rappresentante Llywelyn, nella Cardiff City Hall.

All'inizio del 1282, molti dei principi minori che avevano sostenuto Edoardo contro Llywelyn nel 1277 stavano diventando insoddisfatti per le estorsioni degli ufficiali reali. La Domenica delle Palme di quell'anno, Dafydd ap Gruffudd attaccò gli Inglesi al castello di Hawarden e pose l'assedio a Rhuddlan. La rivolta si diffuse rapidamente in altre parti del Galles, con il castello di Aberystwyth catturato e bruciato ed una ribellione a Ystrad Tywi nel Galles meridionale, anch'essa ispirata da Dafydd stando agli annali, dove il castello Carreg Cennen fu catturato. Llywelyn, stando ad una lettera che egli inviò all'Arcivescovo di Canterbury John Peckham, non fu coinvolto nella pianificazione della rivolta. Si sentiva costretto, tuttavia, a sostenere suo fratello per la guerra che iniziò e per la quale i gallesi erano poco preparati. Anche una tragedia personale lo colpì in quel momento quando, il o intorno al 19 giugno 1282, sua moglie Eleonora di Montfort morì, dando alla luce la loro figlia Gwenllian ferch Llywelyn.
Gli eventi seguirono lo stesso schema del 1277, con le forze di Edoardo che catturarono Gwynedd Is Conwy, Anglesey e presero il raccolto. Le forze occupanti Anglesey furono sconfitte, tuttavia, quando cercarono di attraversare per giungere sulla terraferma, nella battaglia di Moel-y-don, sullo Stretto di Menai. L'Arcivescovo di Canterbury tentò di mediare tra Llywelyn ed Edoardo, con Llywelyn cui venne offerta una grande tenuta in Inghilterra se avesse arreso il Galles ad Edoardo, mentre Dafydd sarebbe andato con la crociata e non sarebbe tornato senza il permesso del re. Con una toccante risposta, che è stata paragonata alla Dichiarazione di Arbroath, Llywelyn disse che non avrebbe mai abbandonato il popolo che i suoi antenati protessero fin "dai tempi di Kamber figlio di Bruto di Troia". L'offerta venne rifiutata.
Llywelyn allora lasciò Dafydd a guidare la difesa del Gwynedd e prese con sé una forza dirigendosi a sud, cercando di ottenere il sostegno del Galles centrale e meridionale e di aprire così un importante secondo fronte di guerra. L'11 dicembre 1282 alla battaglia di Orewin Bridge a Builth Wells, egli fu ucciso mentre era separato dal suo esercito. Le circostanze esatte non sono chiare e ci sono due resoconti contrastanti della sua morte. Entrambi i resoconti concordano sul fatto che Llywelyn fu convinto con l'inganno a lasciare il grosso del suo esercito e fu ucciso. Il primo racconto dice che Llywelyn e il suo primo ministro avvicinarono le forze di Edmund Mortimer e Hugh Le Strange dopo aver attraversato un ponte. Hanno quindi sentito il suono della battaglia come il corpo principale del suo esercito è stato raggiunto in battaglia da parte delle forze di Roger Despenser e Gruffydd ap Gwenwynwyn. Llywelyn si volse a riunirsi alle sue forze e fu inseguito da un lanciere solitario che lo abbatté. Non fu che qualche tempo dopo che un cavaliere inglese riconobbe il corpo come quello del principe. Questa versione dei fatti è stata scritta nel nord dell'Inghilterra circa 50 anni più tardi e ha somiglianze sospette con dettagli circa la battaglia di Stirling Bridge in Scozia. Una versione alternativa degli eventi scritta nell'est dell'Inghilterra da monaci in contatto con la figlia esiliata di Llywelyn, Gwenllian ferch Llywelyn e sua nipote, Gwladys ferch Dafydd afferma che Llywelyn, davanti al suo esercito, avvicinò le forze combinate di Edmund e Roger Mortimer, Hugo Le Strange e Gruffudd ap Gwenwynwyn con la promessa che avrebbe ricevuto il loro omaggio. Era un tranello. Il suo esercito fu subito impegnato in una feroce battaglia nel corso della quale una parte significativa di esso venne sbaragliato, con la conseguenza che Llywelyn e diciotto suoi servitori restarono separati. Verso sera, Llywelyn e un piccolo gruppo di suoi seguaci (che comprendeva il clero), caddero in un'imboscata e furono inseguiti in un bosco ad Aberedw. Llywelyn fu circondato ed abbattuto. Mentre giaceva morente, richiese un prete e rivelò la sua identità. Allora fu ucciso e la sua testa tagliata. Il corpo venne perquisito e furono recuperati vari oggetti, tra cui un elenco di "cospiratori" (la quale poteva ben essere stata falsificata) ed il suo sigillo privato. Egli potrebbe essere stato ucciso da un certo Anthony Tipton, più tardi conosciuto come Sir Anthony De Tipton.
Se il re vuole avere la copia [dell'elenco] trovata nelle brache di Llywelyn, può averla da Edmund Mortimer, che ha la custodia di esso ed anche del sigillo privato di Llywelyn e certe altre cose trovate nello stesso posto. Arcivescovo Peckham, nella sua prima lettera a Robert vescovo di Bath e Wells, datata 17 dicembre, 1282 (archivi del Lambeth Palace).
Ci sono leggende che circondano il destino della testa mozzata di Llywelyn. Si sa che è stata inviata ad Edoardo a Rhuddlan dopo essere stata mostrata alle truppe inglesi di stanza a Anglesey, dopo di che Edoardo inviò la testa a Londra. A Londra, venne affissa alla gogna della città per un giorno, e coronata di edera (ad esempio per dimostrare che era un "re" di fuorilegge e di presa in giro dell'antica profezia del Galles, che predisse che un gallese sarebbe stato incoronato a Londra come re di tutta la Gran Bretagna). Poi fu portata da un cavaliere in punta di lancia alla Torre di Londra e posta sopra il cancello. Era ancora sulla Torre di Londra 15 anni dopo. 
L'ultimo luogo di riposo del corpo di Llywelyn non è noto con certezza, tuttavia è sempre stata tradizione considerare che fu sepolto presso l'abbazia dell'Ordine cistercense di Abbeycwmhir. Il 28 dicembre 1282 l'Arcivescovo Peckham ha scritto una lettera all'arcidiacono di Brecon alla Cattedrale di Brecon al fine di:
... richiedere informazioni e chiarire se il corpo di Llywelyn è stato sepolto nella chiesa di Cwmhir, ed egli era obbligato a chiarire quest'ultimo prima della festa dell'Epifania, perché aveva un altro incarico su questa materia, e avrebbe dovuto già rendere conto a sua eminenza l'Arcivescovo prima di Natale, e non era stato fatto.

Ci sono elementi ulteriori per questa ipotesi nella Cronaca di Firenze di Worcester:
Per quanto riguarda il corpo del Principe, il suo tronco martoriato, è stato sepolto nell'Abbazia di Cwm Hir, appartenente all'Ordine cistercense.
Un'altra teoria è che il suo corpo è stato trasferito alla Llanrumney di Cardiff.
C'è un riferimento enigmatico negli annali gallesi Brut y Tywysogion:
... e poi Llywelyn fu tradito nel campanile a Bangor dai suoi stessi uomini.
 Nessuna ulteriore spiegazione è data.

## Annessione del Galles
Con la perdita di Llywelyn, il morale gallese e la volontà di resistere diminuirono, Dafydd fu nominato successore di Llywelyn. Portò avanti la lotta per diversi mesi, ma nel giugno 1283 fu catturato negli altopiani sopra Abergwyngregyn sul monte Bera, insieme alla sua famiglia, portato davanti ad Edoardo, poi trasferito a Shrewsbury, dove una sessione speciale del Parlamento d'Inghilterra lo condannò a morte. Venne trascinato per le strade, impiccato, e squartato.
Dopo la sconfitta finale del 1283, il Gwynedd venne spogliato di tutte le insegne reali, le reliquie e le regalie. Edoardo provò particolare piacere nell'appropriarsi della casa reale della dinastia Gwynedd. Nel mese di agosto del 1284, pose la sua corte a Abergwyngregyn, nel Gwynedd. Con uguale premeditazione, rimosse tutte le vestigia di maestà dal Gwynedd; una corona venne solennemente presentata al santuario di St. Edward a Westminster; le matrici dei sigilli di Llywelyn, di sua moglie, di suo fratello Dafydd vennero fuse per fare un calice il quale fu dato dal re alla Vale Royal Abbey dove rimase fino allo scioglimento dell'istituzione nel 1538 (dopo la quale venne in possesso della famiglia dell'ultimo abate). La più preziosa reliquia religiosa del Gwynedd, il frammento della Vera Croce conosciuto come Croce di Neith fu portato attraverso Londra nel maggio 1285 in una solenne processione a piedi guidata dal re, dalla regina, dall'arcivescovo di Canterbury, quaranta vescovi e i magnati del reame. Edoardo, appropriandosi delle reliquie storiche e religiose del Gwynedd, intendeva affermare al mondo l'estinzione della dinastia e l'annessione del principato alla sua Corona. Commentando a questo proposito, un cronista contemporaneo si dice che abbia dichiarato "così tutto il Galles fu raso al suolo."
La maggior parte dei parenti di Llywelyn morí in cattività, con la notevole eccezione di suo fratello minore Rhodri ap Gruffydd, che aveva da tempo rinunciato alla sua pretesa alla corona e cercato di mantenere un profilo molto basso, e un lontano cugino, Madoc ap Llywelyn, che condusse una futura rivolta e reclamò il titolo di Principe del Galles nel 1294. La figlia neonata di Llywelyn ed Eleonora, Gwenllian ferch Llywelyn venne catturata dalle truppe di Edoardo nel 1283. Ella fu rinchiusa nella priorìa di Sempringham in Inghilterra per il resto della sua vita, diventando una suora nel 1317 e morendo senza discendenza nel 1337, probabilmente conoscendo nulla del suo retaggio e non sapendo parlare nemmeno una parola della sua lingua.
I due figli sopravvissuti di Dafydd furono catturati ed incarcerati nel carcere di Bristol, dove alla fine morirono molti anni dopo. Il fratello più grande di Llywelyn, Owain Goch ap Gruffydd sparì dalle cronache nel 1282 e si presume sia stato assassinato. Il fratello sopravvissuto di Llywelyn, Rhodri ap Gruffydd, (che era stato esiliato dal Galles dal 1272) sopravvisse ed ottenne manieri nel Gloucestershire, Cheshire, Surrey e Powys e morì intorno al 1315. Suo nipote, Owain ap Tomas ap Rhodri, più tardi reclamò il titolo di Principe del Galles.